# Diocèse de Prizren-Pristina
Le diocèse de Prizren-Pristina est un diocèse de l'Église catholique, directement sous la juridiction du Saint-Siège depuis le 5 septembre 2018.

## Territoire
Le diocèse couvre l'intégralité du Kosovo. Son siège est la cathédrale Notre-Dame-du-Perpétuel-Secours de Prizren. La cathédrale Sainte-Mère-Teresa de Pristina se situe aussi sur son territoire.

## Histoire
Un diocèse de Prizren a existé de 500 à 1720. L'administration apostolique de Prizren est érigée le 24 mai 2000 et est transformée par érection du diocèse de Prizren-Pristina le 5 septembre 2018 par le pape François.

## Administrateurs puis évêques

### Administrateurs apostoliques
- Marko Sopi : 24 mai 2000 - 11 janvier 2006
- Dodë Gjergji (en) : 12 décembre 2006 - 5 septembre 2018

### Évêques
- Dodë Gjergji (en) : depuis le 5 septembre 2018 (précédemment administrateur apostolique)